# ويد ووكر
ويد ووكر (بالإنجليزية: Wade Walker)‏ هو لاعب كرة قدم أمريكية أمريكي، ولد في 29 نوفمبر 1923 في موكسفيل في الولايات المتحدة، وتوفي في 18 ديسمبر 2013 في كاليفورنيا في الولايات المتحدة.